# Acanthopagrus randalli
Acanthopagrus randalli is een straalvinnige vissensoort uit de familie van de zeebrasems (Sparidae). De wetenschappelijke naam van de soort is voor het eerst geldig gepubliceerd in 2009 door Iwatsuki & Carpenter.